# 曲莲
曲莲（学名：Hemsleya amabilis）为葫芦科雪胆属下的一个种。

## 扩展阅读
- 維基物種上的相關：曲莲